# Schoenesmahl dyspepsia
Schoenesmahl dispepsia (hermosa comida de difícil digestión) es la única especie conocida del género extinto Schoenesmahl un lagarto de la Formación Painten del Jurásico Tardío de Alemania.
Se conoce únicamente por el espécimen SNSB-BSPG AS I 563b, un único espécimen desarticulado (que consta de un esqueleto incompleto con la parte inferior del cráneo preservada, vómeres, palatinos, postorbitarios, cuadrados, vértebras presacras anteriores, cinturas pectorales, la mayoría de los radios y cúbitos, manus, ilion, isquion, tarso y las falanges pedalas distales forman los dedos I, II, IV y V)  todos estos restos están conservados en el estómago del espécimen holotipo del pequeño dinosaurio terópodo Compsognathus longipes, que fue descubierto por Joseph Oberndorfer en Kelheim, Baviera, pocos años antes de 1859. En 1866, la colección estatal paleontológica de Múnich adquirió la colección de Oberndorfer, incluidos los especímenes holotipos de Schoenesmahl dyspepsia y Compsognathus longipes. Othniel Charles Marsh, que examinó el ejemplar en 1881, pensó que este pequeño esqueleto en el vientre de Compsognathus era un embrión, pero en 1903, Franz Nopcsa concluyó que se trataba de un lagarto. En 1978, John Ostrom identificó los restos como pertenecientes a un lagarto del género Bavarisaurus, del que concluyó que era un corredor rápido y ágil debido a sus largas proporciones de cola y extremidades.
Este espécimen estuvo clasificado durante mucho tiempo en el género Bavarisaurus, pero un estudio de 2018 encontró que era un taxón distinto más estrechamente relacionado con Ardeosaurus y lo reclasificó en su propio nuevo género. El estatus del espécimen como presa de Compsognathus se refleja en el nombre del género y de la especie, con Schoenesmahl derivando de schöne Mahl (en alemán, "comida hermosa"), mientras que dispepia (en griego, "digestión difícil") se refiere a su naturaleza no digerida.
La naturaleza bien conservada del espécimen sugiere que fue comido por Compsognathus poco antes de su muerte y conservación. La naturaleza desarticulada del espécimen sugiere que, como ocurre con algunas aves depredadoras modernas, Compsognathus pudo haber inmovilizado y desmembrado a Schoenesmahl durante el consumo, posiblemente usando sus manos y dientes.